# 長谷川聰
長谷川 聰（はせがわ さとし、1947年8月16日 - ）は、日本の航空技術者、工学者（工学修士）。川崎重工業代表取締役社長を務めていた。

## 来歴・人物
愛知県春日井市出身。1972年慶應義塾大学大学院工学研究科修士課程修了後、川崎重工業へ入社し、航空宇宙事業本部・ジェットエンジン事業部第一技術部長、ガスタービン事業部航空エンジン技術部長などを歴任した技術畑出身の人物である。2005年執行役員。2007年常務取締役兼執行役員。2009年4月代表取締役副社長を経て、同年6月代表取締役社長。
WEBメディアのビジネスジャーナルは「大庭浩会長、大橋忠晴社長当時、ビジネスチャンスを求めて中華人民共和国（中国）への新幹線売り込みのグランドデザインを描いたのが長谷川としている。しかし、川重がJR東日本（松田昌士会長）と組んで新幹線車輌技術（新幹線E2系電車）を提供した際、川重側の契約が「技術を盗んで下さい」といわんばかりに杜撰だったと指摘されている。そのため中国側に国家ぐるみで新幹線車輌技術を盗まれ米国やアジア諸国への売り込みを許しているばかりでなく、契約の拡大解釈ないし詭弁の類いで米国などへ国際特許出願までも許してしまった。」と報じた。
のち代表取締役社長当時の2013年6月13日、三井造船（現・三井E&S）との経営統合に反対していた大橋忠晴取締役会長が主導する臨時取締役会での解任動議で解任され社長付取締役となる。6月26日の定時株主総会で取締役を解任。